# Nováčany
Nováčany é um município da Eslováquia, situado no distrito de Košice-okolie, na região de Košice. Tem 17,32 km² de área e sua população em 2018 foi estimada em 764 habitantes.

## Demografia
| Ano:        | 1994 | 2004   | 2014    | 2024   |
| ----------- | ---- | ------ | ------- | ------ |
| Broj ljudi: | 631  | 679    | 752     | 758    |
| Razlika:    |      | +7,60% | +10,75% | +0,79% |

| Ano:               | 2023 | 2024   |
| ------------------ | ---- | ------ |
| Número de pessoas: | 761  | 758    |
| Diferença:         |      | -0,39% |